# نوردهولتس
نوردهولتس (به آلمانی: Nordholz) یک منطقهٔ مسکونی در آلمان است که در Wurster Nordseeküste واقع شده‌است. نوردهولتس  ۷٬۲۴۸ نفر جمعیت دارد.